# Узамбарский филин
Узамба́рский фи́лин, или Усамбарский филин (лат. Ketupa poensis vosseleri) — редкий вид филинов, встречающийся только на востоке Танзании, в районах горной цепи Улугуру. Оотличается от гвинейского филина более крупным размером (45—48 см) и тёмно-оранжевыми глазами. 
Предпочитает горные леса на высоте от 900 до 1500 м над уровнем моря. Образ жизни исследован слабо. Предположительно повторяет многие привычки гвинейского филина. Международный союз охраны природы классифицирует этот вид вызывающий наименьшие опасения.